# Kolonia Czaplino
Kolonia Czaplino – kolonia wsi Czaplino w Polsce, położona w województwie podlaskim, w powiecie białostockim, w gminie Choroszcz.
W latach 1975–1998 kolonia administracyjnie należała do województwa białostockiego.